# 機動戦士ガンダム U.C.0094 アクロス・ザ・スカイ
『機動戦士ガンダム U.C.0094 アクロス・ザ・スカイ』（MOBILE SUIT GUNDAM U.C.0094 ACROSS THE SKY）は、葛木ヒヨンによる日本の漫画作品。KADOKAWAのガンダムシリーズ専門誌『ガンダムエース』にて連載された。

## 概要
『機動戦士ガンダムUC』の外伝作品として位置づけられ、同作品の登場人物も一部登場するが、ストーリーは完全に独立している。ゲーム『機動戦士ガンダムUC』に登場するガンダムデルタカイを主役機とし、第0話は同ゲームのダウンロードコンテンツのミッション「デルタカイ、胎動」のコミカライズとなっている。また、同じ作者による漫画『機動戦士ガンダム U.C.0096 ラスト・サン』は本作の続編にあたる。
単行本では第2α話、第8α話の短編が追加された。

## あらすじ
宇宙世紀0094年、宇宙でガンダムデルタカイの実戦テストがおこなわれる。この機体には、一般兵士でもニュータイプの能力を扱えるという「ナイトロ・システム」が搭載されている。関節部から蒼い炎を放ちながら、圧倒的な力を見せつけるデルタカイ。しかしテスト・パイロットは別人のように攻撃的な性格に変わっていく（第0話）。
場所は変わり、ブレイアとイングのリュード兄弟が所属する地球連邦軍マリアナ基地に、アグレッサー部隊「レイヴン」が到着する。翌日、基地のMS隊と模擬演習をおこなうが、突如レイヴン隊のMSが実弾での攻撃を開始する。実は先のデルタカイの実戦テストの相手を務めたのはレイヴン隊隊長のピコ・アルティドールであり、戦闘はマリアナ基地の「エリアX」で極秘裏にテストが続けられていたデルタカイが目的であった。デルタカイのテスト・パイロットを務めるイングは、この戦闘にデルタカイを持ち込む。しかしナイトロにより暴走状態となってしまい、敵味方構わず攻撃を加える。ピコにより暴走は抑えられるが、デルタカイはイングの操縦によりレイヴン隊とともに飛び去ってしまう。
その後、ブレイアを含むマリアナ基地のパイロットたちは「フレスベルク」隊となり、野盗の鎮圧に当たる。そしてオーストラリアにある元ティターンズ関連の武装組織の本拠地「デビルズ・ネスト」制圧の任に就くが、レイヴン隊も同じ場所に向かっていた。そこに集められたティターンズのMSに混じって、昔のナイトロ試験機とその関連データも持ち込まれていたからである。イングはレイヴン隊の一員となっているが、ナイトロの影響で性格が攻撃的に変わってしまっていた。さらにレイヴン隊はのちに「袖付き」と呼ばれるネオ・ジオン残党軍のフル・フロンタル大佐から2機のMSと、ルガー・ルウほかパイロットの提供を受ける。
レイヴン隊はフレスベルク隊とは別に内部からデビルズ・ネスト制圧にかかるが、イングのデルタカイはフレスベルク隊の支援に回る。兄弟の再会もつかの間、イングはナイトロの影響で戦闘中に意識を失ってしまう。ブレイアは代わりにデルタカイに搭乗するが、ナイトロの影響をまったく受けることなく乗りこなす。一方、施設に潜入したレイヴン隊はナイトロの「根本」が宇宙にあることを突き止める。しかし、その直後に初期型のナイトロを搭載したサイコ・ガンダムとサイコ・ガンダムMk-IIが起動。強大な力でフレスベルク隊を圧倒するが、デルタカイと、イングがブレイアの代わりに搭乗する量産型ΖΖガンダムの2つのハイ・メガ・キャノンによって倒される。しかし量産型ΖΖガンダムはオーバーロードにより自壊、イングは戦死する。
時は流れ、宇宙世紀0096年。フレスベルク隊は宇宙に上がり、レイヴン隊と合流する。同じ頃、「インダストリアル7」でユニコーンガンダムが実戦参加し、ナイトロ・システムは再び日の目を見る。ブレイアは、亡きイングに「ケジメをつけに行く」ことを誓う。

## 登場人物

### 地球連邦軍マリアナ基地 / フレスベルク隊
デルタカイ強奪事件後、マリアナ基地のMSパイロットを中心に、ロック・ホーカー大佐によりフレスベルク隊が結成される。「残党狩り」が主な任務だが、ブレイアは「体のいい厄介払い」と不満を漏らす。PR用の映像記録係も同行するが、ユアンは監視役ではないかと疑う。ミデア1機を母艦とし、デルタカイとの技術比較検証用に「エリアX」に配備されていた試作MS群が与えられる。
ブレイア・リュード
Braier Ryude
本作の主人公。22歳、階級は少尉。マーティン小隊に所属し、搭乗するジムIIの機体番号はM-003。
父は一年戦争時にジム・キャノンのパイロットを務めた軍人。母親の名はジュライだが、何らかの理由により幼くして別れている。当人は温厚な性格（父によれば「母親似」）だが、双子の弟イングがMSパイロットになると言い出したことが心配で、一緒に士官学校に入学する。
MS操縦の腕は謙遜しているが、数年前からのマリアナ基地のシミュレーター訓練時間はトップであり、そのセンスはイングやマーティンも認めるところである。
フレスベルク隊では量産型ΖΖガンダムに搭乗する。初陣の野盗鎮圧ではMS4機撃墜という高成績を残す。デビルズ・ネスト制圧戦では突然現れたデルタカイを追い、初期型のナイトロを搭載したガブスレイに撃墜されそうになるが、デルタカイに救われる。気絶した弟をコックピットから機外に運び応急手当を施すが、アッシマー部隊がデルタカイを発見、強奪されそうになったためデルタカイに搭乗、ナイトロが完全起動するも「からだが熱くなる」程度で、イングたちのような影響をまったく受けない適性が明らかとなる。
『ラスト・サン』でもデルタカイに搭乗しているが、ナイトロの影響はなく、戦闘でもナイトロが発動している様子はない。「袖付き」・連邦軍混成部隊とロック率いるナイトロ隊との決戦に合流、ロックが搭乗するザナドゥのナイトロ・ユニットを撃破し、ナイトロにまつわる一連の事件に終止符を打つ。宇宙世紀0105年でもパイロットとして健在。
イング・リュード
ブレイアの双子の弟。22歳、階級は少尉。マーティン小隊に所属し、搭乗するジムIIの機体番号はM-002。
髪型以外は兄とうり二つの容貌をもつが、やんちゃな性格で素行は「かなりの問題アリ」とされる。しかしMSパイロットとしては優秀で、極秘裏にガンダムデルタカイのテスト・パイロットも務める（このことは兄たちにも知らされていなかった）。実戦テストを兼ねてネモ隊とともに周辺のジオン軍の残党狩りにも参加する。ノーマルスーツのヘルメットのバイザーはいつも下半分を開けている。
模擬演習が実戦状態になると、兄を守るためにデルタカイを出撃させる。ピコのジェガンD型と激戦を繰り広げるが、ナイトロの影響で次第に荒っぽい戦闘をおこなうようになっていき、さらにはマーティンや兄にも攻撃を加える暴走状態となる。ピコのパルス・グレネードで暴走を解かれ、彼女と通信をおこなったあと、最終的にはイングの操縦でレイヴン隊とともに飛び去る。この理由は不明であるが、兄をはじめとする同僚には「自分の意志」と思われている。
その後はレイヴン隊の一員として行動するが、ナイトロの影響で時折攻撃的な性格に変貌し、頭痛にも悩まされる。また、良くも悪くも思ったことを素直に口に出すようになる。
デビルズ・ネスト制圧戦では、バトとともにフルスベルク隊に加勢し、ガブスレイの1機を追撃。追ってきた兄を守るためナイトロを全開にして撃墜するが、意識を失ってしまう。兄によって機外に運ばれ、デルタカイを持ち去られてしまったため、兄の量産型ΖΖガンダムに搭乗。自分の「最期」が来たことを悟り、サイコ・ガンダムに対してハイ・メガ・キャノンを発射、デルタカイに兄を守ることを託しながら、出力を最大にして相手を倒すも、オーバーロードで自壊し戦死する。
『ラスト・サン』では幽霊ととなって、ジョリオン・デイたちがロックのもとに連れ去られた直後、子供であるサン・プレースと話しやすくするために、ハロに憑依する形で登場。「チロ」を名乗る。「袖付き」・連邦軍混成部隊とナイトロ隊との決戦の際には、ガンダムGファーストDXに秘匿されていたサイコフレームの効果で見える形で実体化し、フレスベルク隊とレイヴン隊を導く。
マーティン・マータフ
Martin Murtaugh
マーティン小隊の隊長。28歳、階級は大尉。搭乗するジムIIの機体番号はM-001。
趣味は釣りと、知り合った者たちに料理をふるまうこと。同僚には「趣味が多彩」と言われる。
フレスベルク隊では隊長として量産型百式改に搭乗する。デビルズ・ネスト制圧戦ではハンブラビに苦戦するが、量産型ΖΖガンダムのハイパー・ビーム・サーベルを拝借して撃墜。その後サイコ・ガンダムMk-IIの攻撃により中破し、右眼を負傷。以降は右眼に眼帯を着用する。
『ラスト・サン』ではフルアーマー百式改に搭乗する。宇宙世紀0105年でも健在。
ユアン・アイアンダート
ユアン小隊の隊長。50歳、階級は大尉。搭乗するジムIIの機体番号はE-001。
最前線で戦い続けてきた老兵であるが、現在はペスコに「昼行灯」と揶揄される。しかし模擬演習が実戦状態になると重力下でスラスターを使用してターンをおこない、ハイザック1機をトリモチで動けなくして往年の腕前を垣間見せる。しかし直後に機体がオーバーヒートを起こす。撃墜は免れ救出されるが、MSパイロットの幕引きとして死ぬ気であったことを、救助した兵士たちにたしなめられる。
フレスベルク隊ではMSに搭乗せず、指揮官を務める。『ラスト・サン』にも引き続き登場し、宇宙世紀0105年でも健在。
レックス・ファビオ
Rex Fabio
ユアン小隊に所属。32歳。階級は中尉。搭乗するジムIIの機体番号はE-002。
イズルとは旧知の間柄で、なにか因縁めいたものがあるようだが詳細不明。そのためか模擬演習では手柄をあせり、ユアンの索敵陣形の指示を遮り先行の許可を得るが、ハイザック1機をビーム・サーベルで（演習上）撃破し、腕は確か。実戦状態になったあとは、増援のネモ隊とともにユアンを無事避難させることに努める。ペスコからは「自分で見た物しか信じない、けど一度信じれば素直」と評される。その後暴走するデルタカイに対して行動を起こそうとするが、イズルのハイザックに抑え込まれる。
フレスベルク隊ではヌーベルジムIIIに搭乗する。『ラスト・サン』ではスターク・ジェガン、ジェガン重装型と乗り継ぐ。
ペスコ・リンガ
Pesco Lingua
ユアン小隊に所属。22歳、褐色の肌の女性。階級は少尉。搭乗するジムIIの機体番号はE-003。
フレスベルク隊では量産型Ζガンダムに搭乗する。『ラスト・サン』ではフルアーマーガンダムMk-IIIに乗り換える。
ソフィ・ロム
レイヴン隊到着の同日にマリアナ基地の立入禁止区域「エリアX」に配属。25歳、女性。階級は中尉。
その前は、宇宙でのデルタカイの実戦テストでオペレーターとしてパイロットに指示を伝えている（当時の階級は少尉）。そのときからデルタカイおよびナイトロを危険な存在と感じるが、再びデルタカイに携わることとなる。それでもナイトロの詳細は知らされていない。
模擬演習を観戦するが、実戦状態になるとすぐにレイヴン隊の目的がデルタカイであると看破し、周囲の者たちに対応を進言。マリアナ基地のMS隊のオペレーターを買って出る。
フレスベルク隊でもオペレーターを務める。『ラスト・サン』にも引き続き登場、宇宙世紀0105年でも健在。
ミノル・ポップ
マリアナ基地「エリアX」所属のメカニック。24歳、階級は少尉。眼鏡をかけている。
デルタカイ専属のメカニック。イングとは友好関係にあり、レイヴン隊と戦闘になった際も、敵MSが接近してきたと嘘をついてデルタカイの発進の手助けをする。その後「エリアX」がデルタカイの関連装備奪取のためレイヴン隊の陸戦隊に襲撃されるが、無事であった。
フレスベルク隊でもメカニックを務める。『ラスト・サン』にも引き続き登場。
チロ
マリアナ基地で放し飼いされている小さな柴犬。首にスカーフが巻かれている。イングたちがフレスベルク隊に編入されてからは登場しないが、ラストではフレスベルク隊とともに宇宙に上がっている。
『ラスト・サン』にも引き続き登場、宇宙世紀0105年では「つがい」になっており（あるいは2世）、5匹の子犬もいる。

### レイヴン隊
連邦軍の教導隊で、演習用のアグレッサー部隊でもある。「カラス」の名の通り部隊カラーは黒（正確にはダーク・パープルを基調に一部ライト・グレーおよび白）で、隊長機のほかはハイザックとガルスJを配備。輸送用のミデアとガンペリーも黒く塗られている。矢を咥えた黒い鳥の頭をモチーフとした部隊章をもつ。
デルタカイ強奪後は連邦軍から追われる身となる。デビルズ・ネスト制圧後は宇宙に上がり、母艦は黒いアイリッシュ級戦艦とクラップ級巡洋艦を乗り継ぐ。宇宙世紀0096年にはフレスベルク隊と合流。『ラスト・サン』ではともに、ロック率いるナイトロ隊と決戦する「袖付き」・連邦軍混成部隊に加勢する。
ピコ・アルティドール
Piko Altidore
レイヴン隊隊長。女性。階級は大尉。
クールな性格で、MS操縦の腕は一流。宇宙でのデルタカイの実戦テストではデルタプラスに搭乗して仮想敵機を務め、その際にデルタカイおよびナイトロの危険性を実感する。
その後レイヴン隊を率いてデルタカイのあるマリアナ基地に模擬演習の名目で進入し、演習の際に武装蜂起。ジェガンD型に搭乗し、思惑通り出撃してきたデルタカイと対等に渡り合う。デルタカイが暴走状態になったため、コックピットにパルス・グレネードを当てて沈黙させる。その後通信回線を開いて説得し、最終的にデルタカイのパイロットであるイングの操縦によって同行させ、目的を達成するが、どのようなやりとりがあったかは不明である。
デビルズ・ネスト制圧戦では陸戦隊を率いてロトに搭乗し、施設内部からの殲滅に成功する。その後、イズルに預けていたジェガンD型に搭乗し、サイコ・ガンダムらと交戦する。
『ラスト・サン』では再びデルタプラスに搭乗する。宇宙世紀0105年でもパイロットとして健在。
イズル・スガ
Izuru Suga
階級は中尉。眉毛の太い、東洋的な顔立ち。フルネームは『ラスト・サン』により（英文）、周りからは「イズル」とのみ呼ばれる。
レックスとは旧知の間柄で、彼に敬語を使っている。模擬演習ではハイザックに搭乗、武装蜂起後のレイヴン隊のMSは結局彼とピコ以外は殲滅され、ピコとともにデルタカイにつかまり撤退する。
ミデア内でフル・フロンタルの通信を聴いたときに「赤い彗星」と同じ声だと判断する。
デビルズ・ネスト制圧戦の際にはピコのジェガンD型を操縦。ベースジャバーに乗り、両腕にロトをくくり付けて出撃する。
『ラスト・サン』でもピコのジェガンD型に乗り続けており、のちにパーツを追加してスターク・ジェガンにしている。UC計画のことはレイヴン隊の補給を手配する古い友人からの人伝いで聞いており、フレスベルク隊の一人ひとりに話したがる。

### その他地球連邦軍
以下の人物は「機動戦士ガンダムUC#登場人物」を参照。
- ゼフテラ
- ディエス・ロビン
- ビア・キャトリエム

ロック・ホーカー
ナイトロ・システム開発の統括責任者。階級は大佐。
目的のためには手段を選ばない冷血漢で、失言や失態を犯した部下に対しては容赦なく平手打ちを食らわせる。
『ラスト・サン』ではユニコーンガンダム3号機「フェネクス」を手中におさめ、それによりアームド・アーマーXCを完成させ、アルベルト・ビストにデータを提供する。また同じ頃、コロニー「インダストリアル7」でユニコーンガンダム1号機が実戦参加し、凍結されていたナイトロシステムは、ユニコーンおよび同型機のパイロットとなる強化人間の安定供給を図るという目的で再び日の目を見る（本作のラストにも同様のシーンがある）。決戦の際にはナイトロ隊を率いてザナドゥのナイトロ・ユニットに搭乗するが、ブレイアのデルタカイにより撃破される。

### ネオ・ジオン残党軍（のちの「袖付き」）
以下の人物は「機動戦士ガンダムUC#登場人物」を参照。
- アンジェロ・ザウパー
- ゴティ・ハヤミ
- フル・フロンタル

ルガー・ルウ
Luger Lugh
16歳、女性。階級は中尉。
フル・フロンタル大佐の命により、レイヴン隊の増援として「デビルズ・ネスト」近傍で合流する。搭乗機はリバウ。常にフロンタルのような仮面をつけているが、これは右眼に傷があり、左右の瞳の色が異なることにコンプレックスをもっているからである。これをイングに「きれいな瞳」と言われて赤くなり、その後は彼を少々意識しているようである。以降は戦闘時以外には仮面を着けなくなる。デビルズ・ネスト制圧戦後、命令によりバトとともにHLVで宇宙に戻る。
『機動戦士ガンダムUC One of Seventy Two』では登場はしないものの、リバウに搭乗しているのは彼女であり、『ラスト・サン』で再びフェネクスと対峙した際には「私が知るRX-0」と表現している。
『ラスト・サン』ではブランダムール隊の隊長に就任する。艦長のゴティらには以前より「柔らかくなった」と評される。パラオ以前の記憶がなく、瞳がこうなった理由も分からないことをワークラッハ・バナムに話す。新生フレスベルク隊との交戦では当初は「昔みたいに」激昂するが、隊長のゼナイド・ギャルと自分が同じ遺伝子をもつ「クローン・ニュータイプ」であることを認識し、長年の疑問も晴れる（ルガーはパラオで記憶を消されていた）。生身でゼナイドのいるコックピットに乗り込み、ひとりぼっちだった自分に家族のような間柄の存在がいたことが嬉しいとゼナイドに伝え、共感を得てゆく。
決戦ではジョリオン・デイの乗るフェネクスのアームド・アーマーXCを破壊し、機能を停止させる。宇宙世紀0105年でも健在。
バト・パンセリノス
17歳、階級は少尉。褐色の肌をもつ。
ルガーとともにレイヴン隊に派遣される。搭乗機はギラ・ドーガ（フル・フロンタル専用機）。お調子者で、ルガーから「バカバト」と罵られる。親衛隊所属で、隊長であるアンジェロ・ザウパーからは敬愛するフロンタルの機体に搭乗することでやっかまれており、頭が上がらない。
デビルズ・ネスト制圧戦ではデルタカイに乗せてもらい、初期型のナイトロを搭載したガブスレイ2機に苦戦するフレスベルク隊に加勢する。
『ラスト・サン』では、宇宙世紀0096年1月1日には本来の親衛隊所属としてギラ・ズールに搭乗するが、「はぐれ残党」のドライセンに苦戦を強いられる。その後、スベロア・ジンネマンに個人的にルガーの出自を尋ね、彼女の力になるために自分も彼女と同じくらい強くなることを決意する。宇宙世紀0105年でも健在。
アニメ版『機動戦士ガンダムUC』にも「親衛隊員B」として登場しており、一時共闘することとなったネェル・アーガマの艦内で、眼鏡をかけた「親衛隊員D」（A-Eは本作にもカメオ出演している）とともにアンジェロに付き従っている。

### その他ジオン軍残党
ジーバ
Jiva
地球に潜伏するジオン軍残党の一人。ザク・デザートタイプに搭乗。模擬演習の1ヵ月前、パガンで連邦軍の残党狩り部隊の襲撃を受け戦死。
ケイサ
ジオン軍残党の一人。ドム・トローペンに搭乗。パガンで残党狩り部隊の襲撃を受けるが、タッギスを逃がすために突撃、ネモ2機のビーム・サーベルに貫かれ戦死。
タッギス
ジオン軍残党の一人。ドム・トロピカルテストタイプに搭乗。パガンで残党狩り部隊の襲撃を受け、ケイサの突撃の隙に海中に逃亡しようとし、デルタカイの砲撃は避けるものの量産型ΖΖガンダムのビーム・キャノンの直撃を受け戦死。

## 登場兵器

### 地球連邦軍
デルタカイテスト部隊（宇宙）
- MSN-001X ガンダムデルタカイ
- MSN-001A1 デルタプラス
- クラップ級巡洋艦

連邦軍マリアナ基地
- RGM-79R ジムII
- MSA-003 ネモ
- MSN-001X[G] ガンダムデルタカイ（陸戦装備）
- FF-3 セイバーフィッシュ

レイヴン隊
- RMS-106 ハイザック
- AMX-101 ガルスJ
- RGM-89D ジェガンD型
- D-50C ロト
- ベースジャバー
- ミデア
- ガンペリー

フレスベルク隊
- RGM-86R ヌーベル・ジムIII
- MSR-100S 量産型百式改
- MSZ-007 量産型Ζガンダム
- MSZ-013 量産型ΖΖガンダム

連邦軍トリントン基地
- ファンファン

### ティターンズ残党
デビルズ・ネスト
- RMS-106 ハイザック
- RMS-108 マラサイ
- RMS-154 バーザム
- RMS-154 バーザム改
- RX-110 ガブスレイ
- RX-139 ハンブラビ
- RX-160 バイアラン
- NRX-044 アッシマー
- MRX-009 サイコ・ガンダム
- MRX-010 サイコ・ガンダムMk-II

### ジオン残党
ネオ・ジオン残党軍（のちの「袖付き」）
- AMX-107R リバウ
- AMS-119C ギラ・ドーガ（フル・フロンタル専用機）

その他ジオン軍残党
- MS-06D ザク・デザートタイプ
- YMS-09D ドム・トロピカルテストタイプ
- MS-09F[Trop] ドム・トローペン

### 宙賊・野盗
- RGM-89 ジェガン
- AMS-119 ギラ・ドーガ
- RGC-80 ジム・キャノン
- MS-06V ザクタンク
- MS-09K-2 ドム・キャノン複砲仕様
- RMV-1 ガンタンクII

## 単行本
1. 2013年8月26日刊行 ISBN 978-4-04-120840-3
2. 2014年1月25日刊行 ISBN 978-4-04-121015-4
3. 2014年5月26日刊行 ISBN 978-4-04-121118-2
4. 2014年10月25日刊行 ISBN 978-4-04-102227-6